# Anufrievia zelta
Anufrievia zelta är en insektsart som beskrevs av Irena Dworakowska 1977. Anufrievia zelta ingår i släktet Anufrievia och familjen dvärgstritar. Inga underarter finns listade i Catalogue of Life.